# Secret Weapons of the Luftwaffe
『Secret Weapons of The Luftwaffe』は、1991年にルーカスフィルム・ゲームス（ルーカスアーツ）から発売されたIBM-PC用のWWIIを題材としたフライトシミュレーションである。
BATTLE HAWKS 1942、THEIR FINEST HOURに続いて発売され、当初はTHEIR FINEST HOURの拡張シナリオとして発売される予定であったが、開発段階でシステム全体が大幅に変更になったため、独立したゲームとして発売された。
Me262を始めとするドイツ軍のジェット機の他、実戦に投入されなかった、いわゆるドイツ軍の秘密兵器も登場する。
当時のコンピュータの性能を考慮して、ポリゴンを使わずに描画されていた。

## 登場機種
- P-51B/D
- B-17
- P-38
- P-47
- P-80
- Bf 109G-6
- Fw 190A-8
- Me163
- Me262
- Go229
- He162
- Do335